# Evropski parlament mladih
Evropski parlament mladih je nevladina, neprofitna organizacija koja podstiče mlade da budu uključeni i angažovani u dešavanjima širom Evrope. U njen rad je svake godine uključeno oko
30 000 mladih iz svih krajeva Evrope, od čega 3 500 volontera. Evropski parlament mladih je organizacija mladih za mlade i bavi se neformalnim obrazovanjem. Osnovan je u Francuskoj 1987.

## Istorija
Evropski parlament mladih (EPM) je osnovan od strane Lauren Gregoar (Francuska) i Betina Kar-Alisona (Holandija), prvobitno kao školski projekat na liceju Fransoa-ler (Lycée François-Ier). Počevši od 1988. upravo su se u tom mestu održala prva tri internacionalna zasedanja.
Kada se organizacija utvrdila, godine 1991. biva priznata kao zvanična organizacija u Vitniju u Velikoj Britaniji. Narednih deset godina organizacija nastavlja da se razvija, broj članica raste i zasedanja postaju učestalija. Nacionalni komiteti koji su članovi Evropskog parlamenta mladih ne predstavljaju samo zemlje članice Evropske Unije, već uključuju i Srbiju, Bosnu i Hercegovinu, Albaniju, Tursku, Gruziju, Azerbejdžan, Jermeniju i dr.
Između 2001. i 2004. EPM se susreće sa raznim finansijskim problemima. Ipak, u novembru 2004. godine sklapa ugovor sa Švarckopf Fondacijom. Od tada je EPM program Fondacije Švarckopf za mladu Evropu (Schwarzkopf-Stiftung Junges Europa) sa sedištem u Berlinu. Čak i u periodu finansijskih poteškoća, organizacija nije prestala sa svojim radom.

## Organizacija
Na internacionalnom nivou, EPM-om upravlja upravni odbor (Governing Body). Upravni odbor broji šest članova koji su izabrani od strane nacionalnih komiteta i članova alumni kluba. Jedan od članova je uvek predstavnik Švarckopf Fondacije. Upravni odbor je zadužen za kvalitet internacionalnih zasedanja kao i za definisanje smera u kojem će se organizacija razvijati. Organizacijom u svkodnevnim poslovima rukovodi menadžer iz Internacionalne kancelarije u Berlinu. Trenutni izvršni direktor je Lukas Fendel iz Danske (2019).
Na nacionalnom nivou, nacionalni komiteti zemalja članica EPM-a su slobodni da se organizuju prema svojoj želji, ali u skladu sa principima demokratije. Obaveza nacionalnih komiteta jeste da finansiraju i organizuju nacionalna zasedanja (više o tome u odeljku zasedanja). Zasedanja su uglavnom finansirana uz pomoć raznih sponzorstava i dobrotvornih organizacija. Svako zasedanje mora biti ekonomski nezavisno.  

## Zasedanja

### Internacionalna zasedanja
Svake godine, EPM organizuje tri internacionalna zasedanja u trajanju od devet dana. Održavaju se u različitim evropskim zemljama i sve države članice organizacije su pozvane da učestvuju. Svaki nacionalni komitet bira svoje predstavnike (delegate) koje šalje na ova zasedanja. Veličina ove delegacije tj. broj delegata koje jedan nacionalni komitet može da pošalje zavisi od toga koliko dugo je taj nacionalni komitet član EPM-a. Delegacije se potom raspoređuju u komitete. Svaki komitet se bavi posebnom temom. Kako bi se osigurala kulturna razmena, u jednom komitetu se nalaze delegati iz različitih zemalja.
Svako internacionalno zasedanje počinje sa dva dana koja su posvećeni upoznavanju (Teambuilding). Delegati igraju različite igre kako bi se upoznali i navikli na ostale članove komiteta.
Sledećih četiri ili pet dana su posvećeni radu na zadatoj temi (Committee Work). U ovoj fazi delegati diskutuju o nekom problemu sa kojim se Evropa susreće u određenom segmentu života (zaštita životne sredine, urbanizacija, ekonomija, prava žena…). Obično delegati imaju priliku da se susretnu i razgovaraju sa nekim internacionalnim ekspertom na tu temu.
Zasedanje se završava ceremonijom Generalnog Zasedanja (General Assembly) gde komiteti predstavljaju svoje rezolucije na kojima su radili. Tada se debatuje i glasa. Rezolucije mogu da se usvoje ili odbiju. One koje budu usvojene, obično budu prosleđene Evropskom Parlamentu kao organu Evorpske Unije na razmatranje. Običaj je da se Generalno Zasedanje održi u nekoj prestižnoj i značajnoj sali (gradska većnica, državni parlament i sl.).

### Regionalna i nacionalna zasedanja
Osim internacionalnih zasedanja, nacionalni komiteti organizuju nekoliko nacionalnih i regionalnih zasedanja ili foruma svake godine. Nacionalna zasedanja služe tome da se novi članovi uvedu u nacionalni komitet kao i da se odaberu delegati koji će predstavljati nacionalni komitet na nekom od internacionalnih zasedanja. Ova zasedanja su kraća (obično tri dana) i njih ne posećuju eksperti. Rezolucije koje budu usvojene na ovim zasedanjima se ne prosleđuju Evropskom Parlamentu.
Zvanični jezik svih zasedanja je engleski, sa izuzetkom zasedanja koja se održavaju u Francuskoj, gde se rad odvija na francuskom.

## Zemlje članice Evropskog parlamenta mladih
1. Albanija
2. Austrija
3. Azerbejdžan
4. Jermenija
5. Belorusija
6. Belgija
7. Bosna i Hercegovina
8. Hrvatska
9. Češka Republika
10. Danska
11. Estonija
12. Finska
13. Francuska
14. Gruzija
15. Nemačka
16. Grčka
17. Island
18. Irska
19. Italija
20. Jermenija
21. Kipar
22. Latvija
23. Litvanija
24. Luksemburg
25. Makedonija
26. Holandija
27. Norveška
28. Poljska
29. Portugal
30. Rumunija
31. Rusija
32. Srbija
33. Slovačka
34. Slovenija
35. Španija
36. Švedska
37. Švajcarska
38. Turska
39. Ukrajina
40. Ujedinjeno Kraljevstvo

## Spoljašnje veze
- Zvanični sajt Evropskog parlamenta mladih
- Zvanični sajt Švarckopf Fondacije
- Platforma članova EPM-a
- Informativni video o radu EPM-a
- Sajt liceja Fransoa-ler Архивирано на веб-сајту  (1. октобар 2019)